# Colin Ward
Colin Ward (14 de agosto de 1924 - 11 de fevereiro de 2010)  foi um escritor e editor anarquista britânico. Ele foi chamado de "um dos maiores pensadores anarquistas do último meio século e um historiador social pioneiro".

## Vida
Ward nasceu em Wanstead, Essex, filho de Arnold e Ruby Ward ( née West ). Arnold era professor e Ruby, funcionária de escritório. (p19)Seus pais eram partidários ativos do Partido Trabalhista . Ward frequentou a Ilford County High School, deixando a escola aos 15 anos. Depois de deixar a escola, ele trabalhou como assistente de um construtor, depois para o West Ham Council, antes de trabalhar como desenhista no escritório de arquitetura de Sidney Caulfield. (22-23)
Em 1942, aos 18 anos, Ward foi recrutado pelo exército como sapador, passando a trabalhar como desenhista na Royal Engineers. (p30)Com sede em Glasgow durante a guerra, Ward começou a participar de eventos do Grupo Anarquista de Glasgow. Como soldado, ele assinou o jornal anarquista antimilitarista War Commentary e, em 1945, Ward foi chamado como testemunha de acusação no julgamento dos editores do jornal, John Hewetson, Vernon Richards e Philip Sansom. Pouco depois do julgamento, ele foi transferido para Orkney. (p40)
Depois de ser desmobilizado em 1946, ele voltou a trabalhar para Sidney Caulfield e começou a contribuir para a Freedom Press. (p72)Em 1947 começou a editar o jornal anarquista Freedom – sucessor do War Commentary . Ele permaneceu como editor da Freedom até 1960. Ele foi o fundador e editor do jornal mensal anarquista Anarchy de 1961 a 1970.
Até 1961, Ward trabalhou como assistente de arquiteto. Em 1964 realizou treinamento de professores no Garnett College, onde conheceu sua futura esposa, Harriet Unwin, e posteriormente começou a lecionar no Wandsworth Technical College. (p166)
Em 1971, tornou-se Diretor de Educação da Associação de Planejamento Urbano e Rural . Ele publicou amplamente sobre educação, arquitetura e planejamento urbano. Seu livro mais influente foi The Child in the City (1978), sobre a cultura infantil de rua . De 1995 a 1996, Ward foi professor centenário de habitação e política social na London School of Economics.
Em 2001, Ward foi nomeado Doutor Honoris Causa em Filosofia na Anglia Ruskin University.

## Publicações
- Violência (1970)
- Trabalho (1972)
- Anarquia em ação (1973)
- Streetwork: The Exploding School (com Anthony Fyson) (1973)
- Vandalismo (ed.) (1973)
- Utopia (1974)
- Os inquilinos assumem o controle (1974)
- Prédios escolares britânicos: projetos e avaliações 1964-1974 (1976)
- Habitação: uma abordagem anarquista (1976)
- A Criança na Cidade (1978)
- Arte e Ambiente Construído (com Eileen Adams) (1982)
- Arcadia for All: O legado de uma paisagem improvisada (com Dennis Hardy) (1984)
- Os Plotlanders (com Dennis Hardy) (1985)
- Quando construirmos de novo: vamos ter uma casa que funcione! (1985)
- Boa noite Campistas! A história do acampamento de férias britânico (com Dennis Hardy ) (1986)
- Chartres: a realização de um milagre (1986)
- Uma Década de Anarquia (1961–1970 ) (ed.) (1987)
- A Criança no Campo (1988)
- O loteamento: sua paisagem e cultura (com David Crouch) (1988)
- Bem-vindo, Thinner City: sobrevivência urbana na década de 1990 (1989)
- Minando a Linha Central (com Ruth Rendell ) (1989)
- Talking Houses: 10 Palestras (1990)
- Imagens da infância em cartões postais antigos (com Tim Ward) (1991)
- Influências: Voices of Creative Dissent (1991)
- Liberdade para ir: após a era do motor (1991)
- Cidade Nova, Cidade Natal (1993)
- Escolas Falantes (1995)
- Política social: uma resposta anarquista (1996)
- Conversando com arquitetos (1996)
- Stamps: Designs For Anarchist Postal Stamps (ilustrado por Clifford Harper) (1997)
- Havens and Springboards: The Foyer Movement in Context (1997)
- Refletido na água: uma crise de responsabilidade social (1997)
- Sociable Cities: The Legacy of Ebenezer Howard (com Peter Hall ) (1998)
- Cotters and Squatters: História Oculta da Habitação (2002)
- Talking Anarchy (com David Goodway ) (2003)
- Anarquismo: Uma introdução muito curta (2004)
- Autonomia, Solidariedade, Possibilidade: The Colin Ward Reader (editado por Damian F. White e Chris Wilbert) (2011)
- Falando Verde (2012)